# اسکاشهامن (سوئد)
شهر اسکاشهامن (به سوئدی: Oskarshamn) در بخش اسکاشهامن در کشور سوئد واقع شده‌است. جمعیت این شهر ۱۳۱۲٫۸۷  نفر است.

## نگارخانه

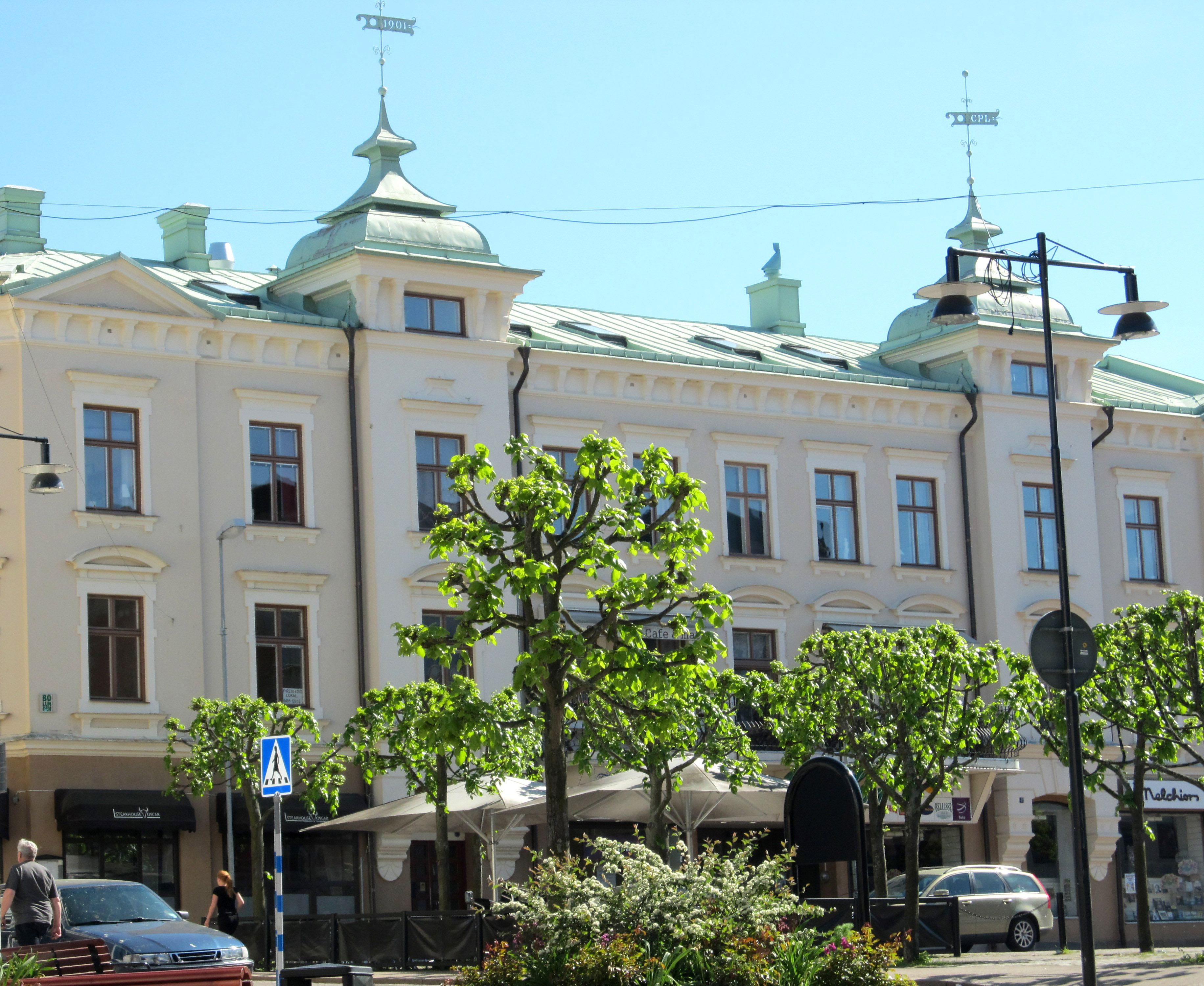
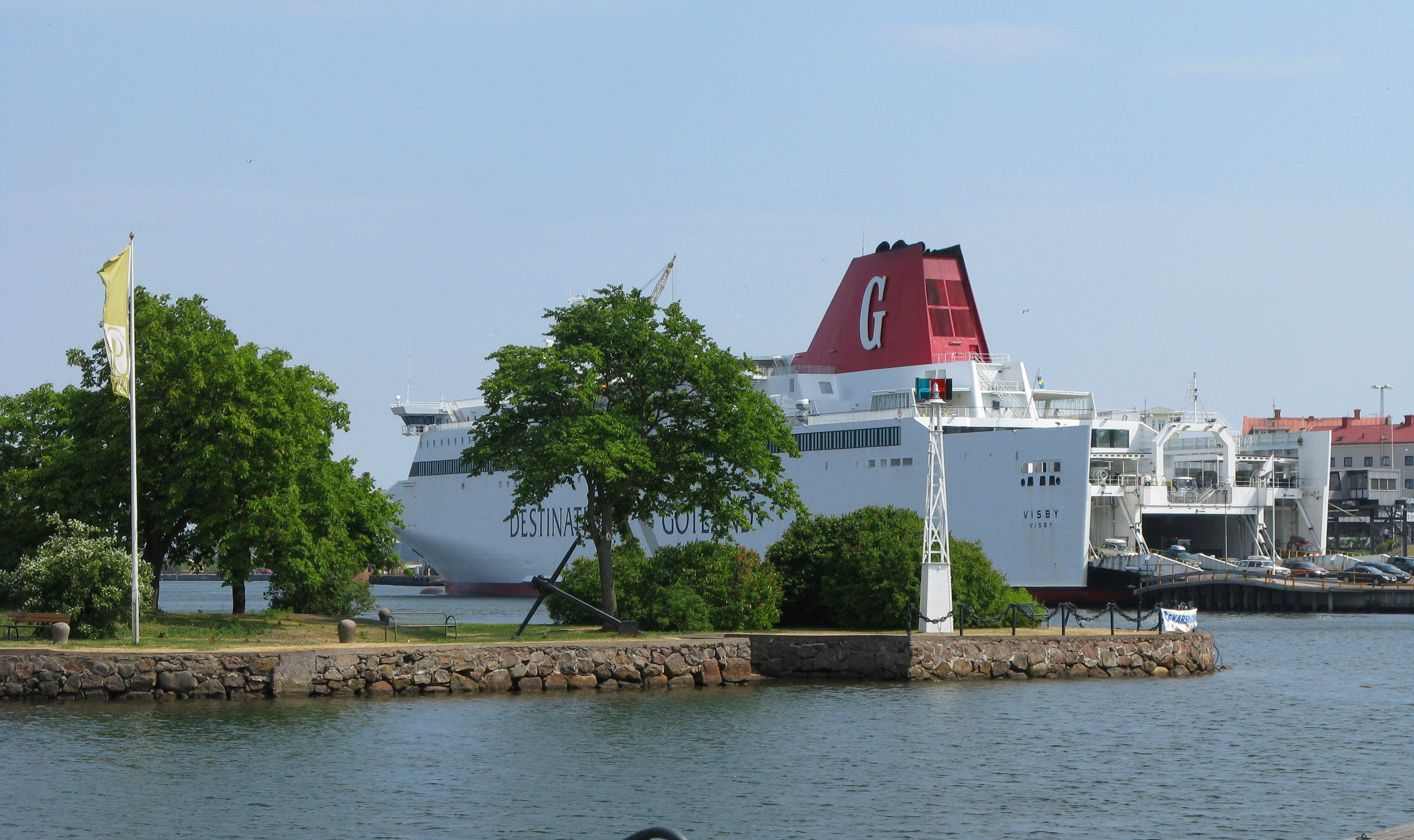
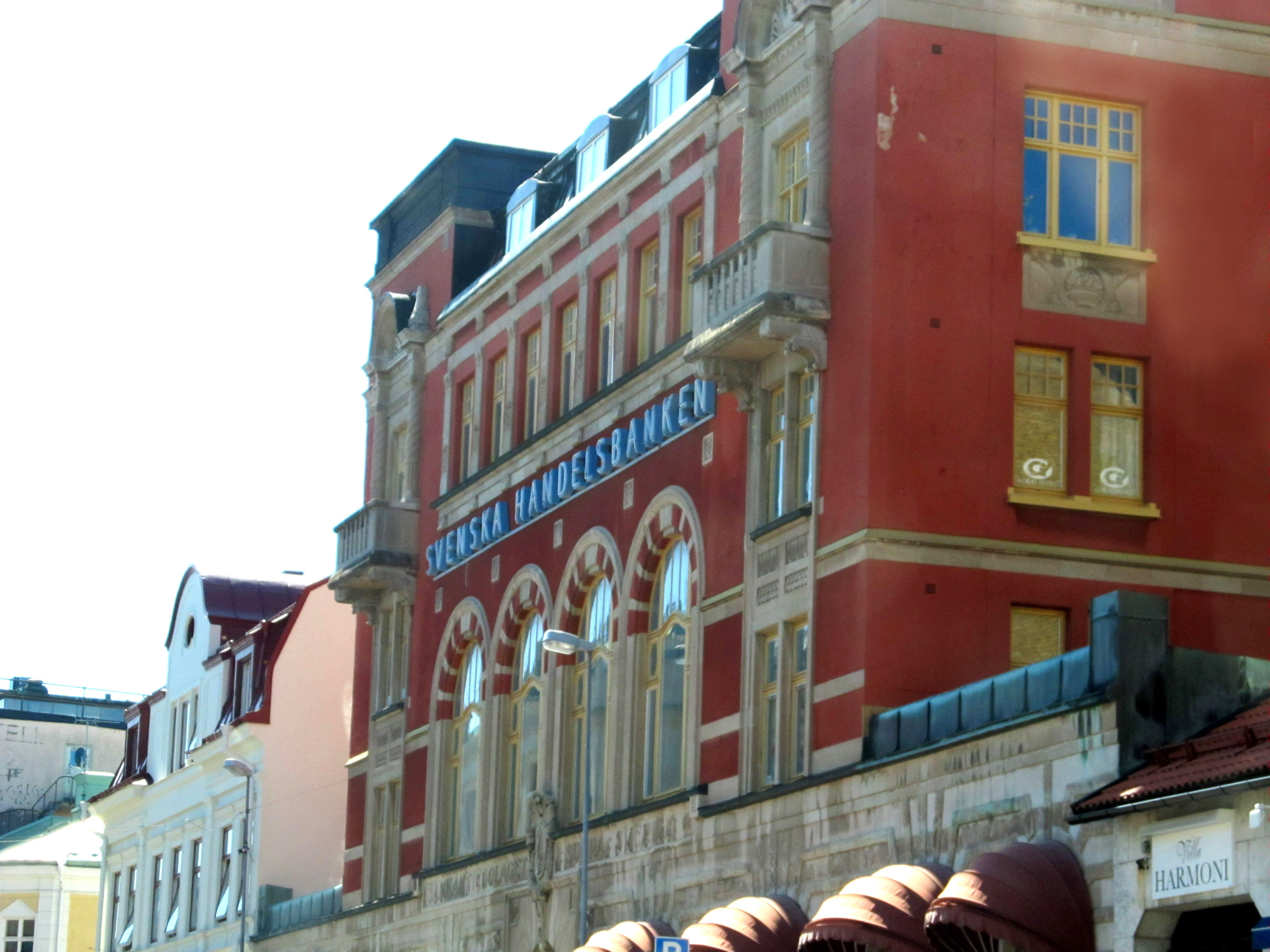
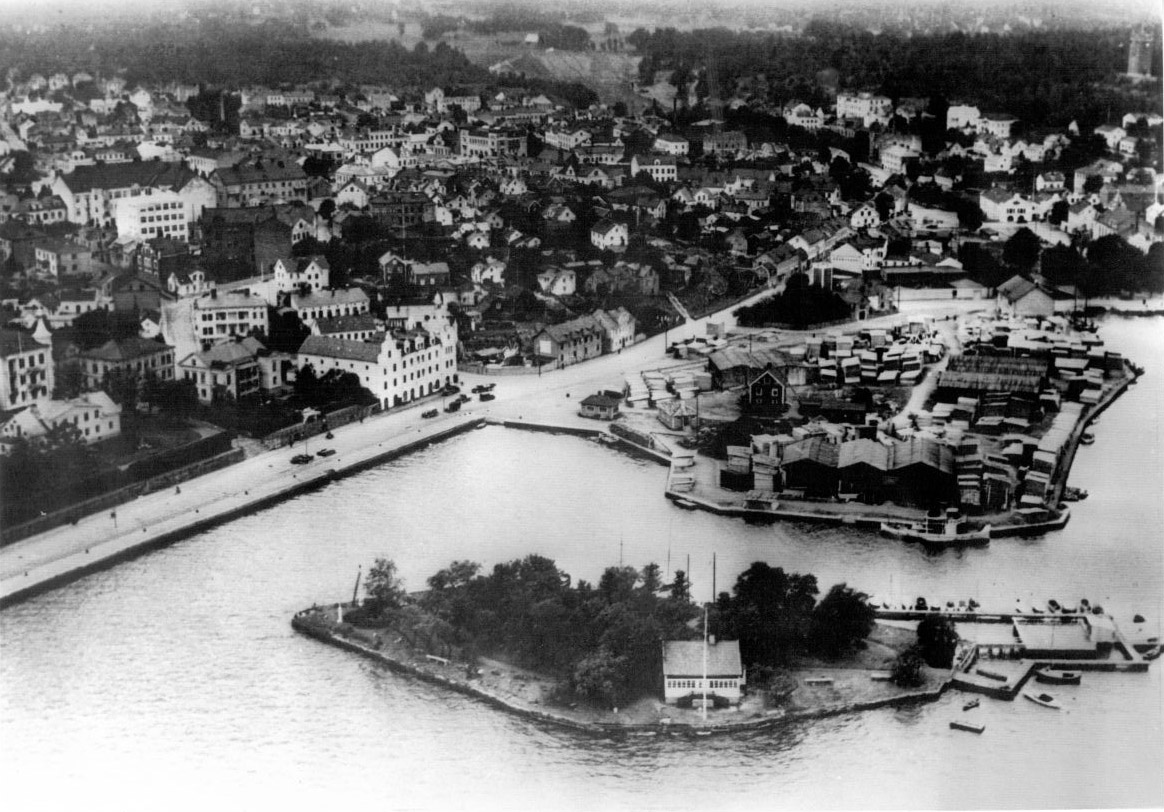
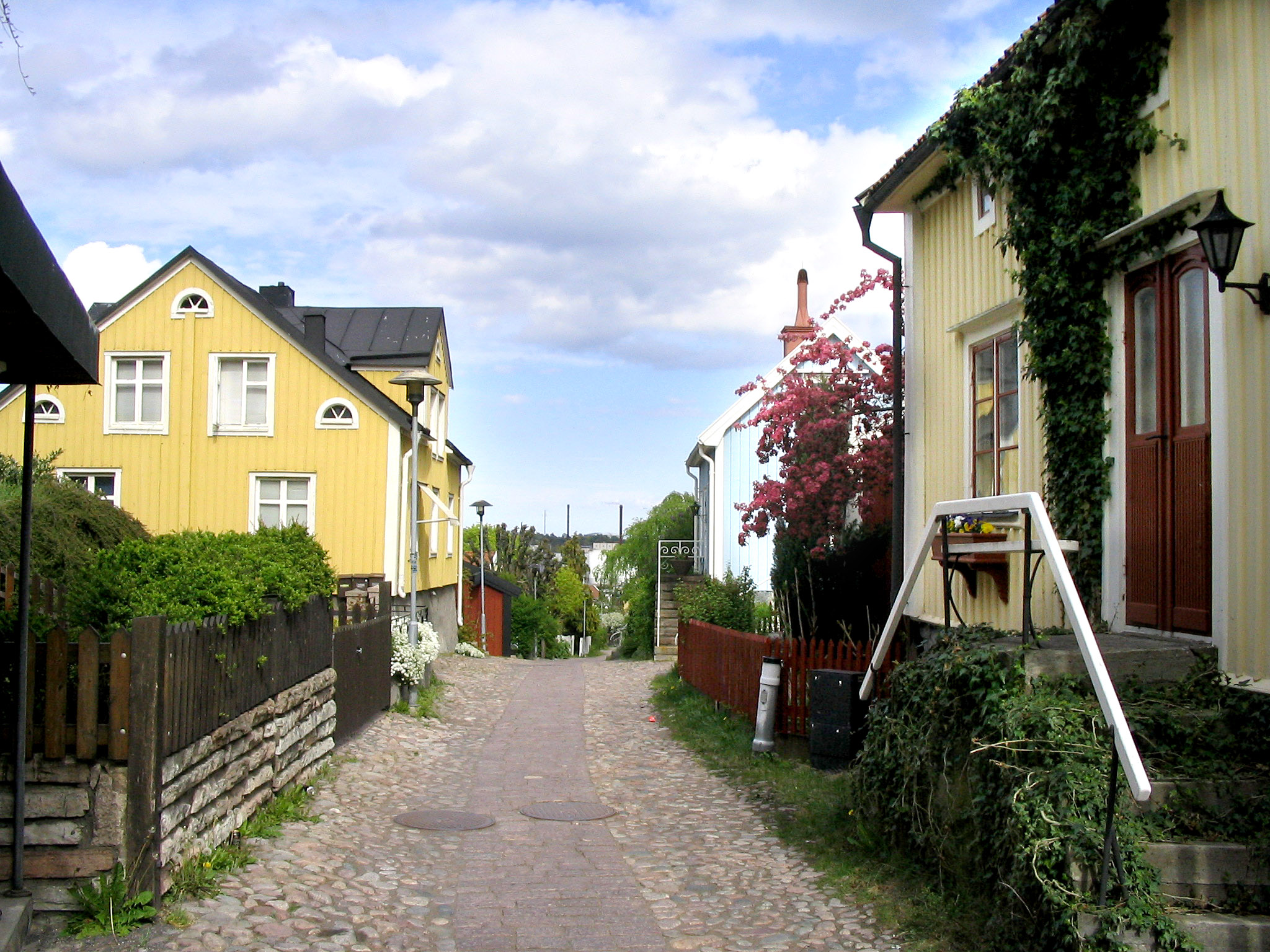
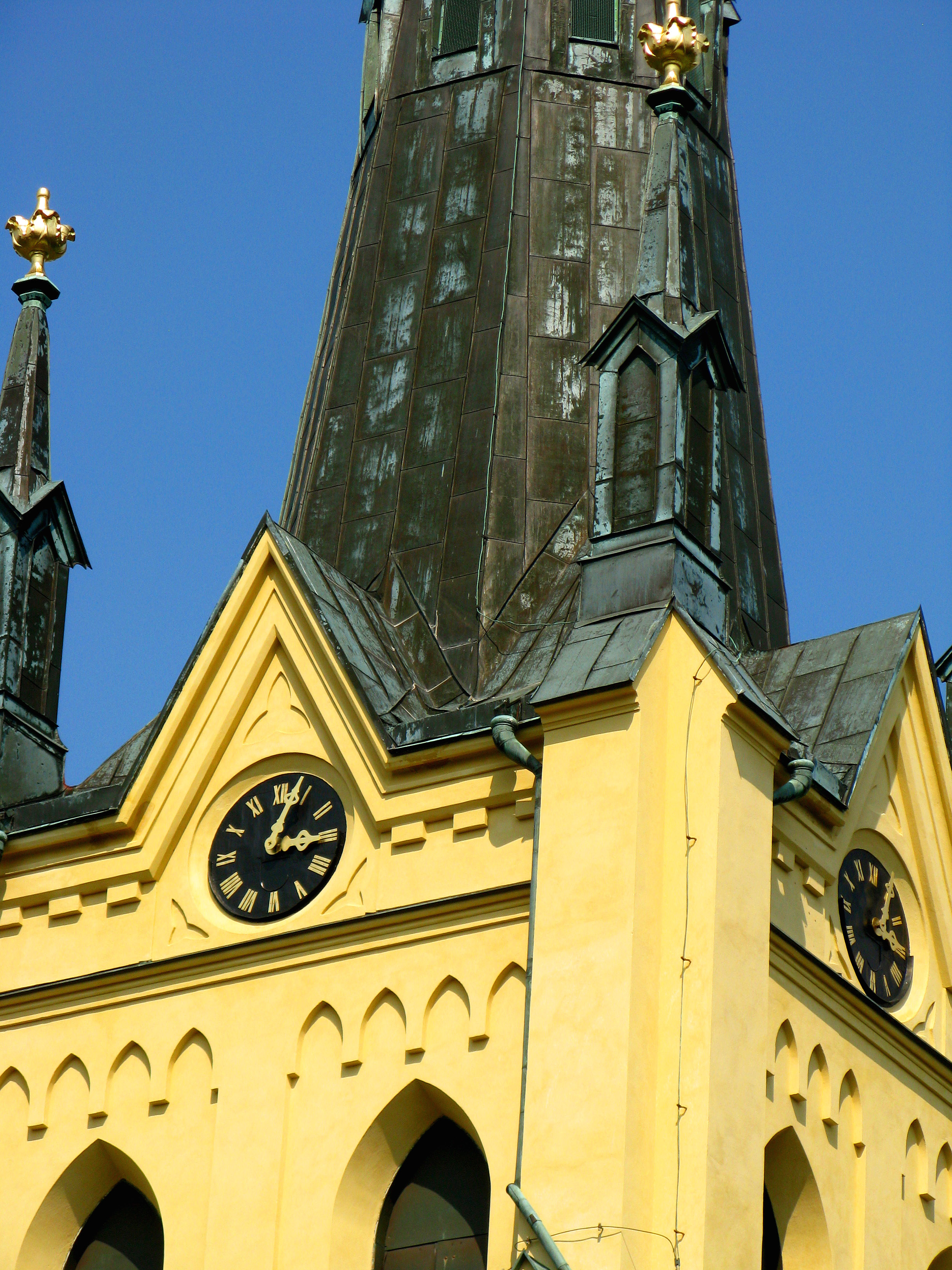
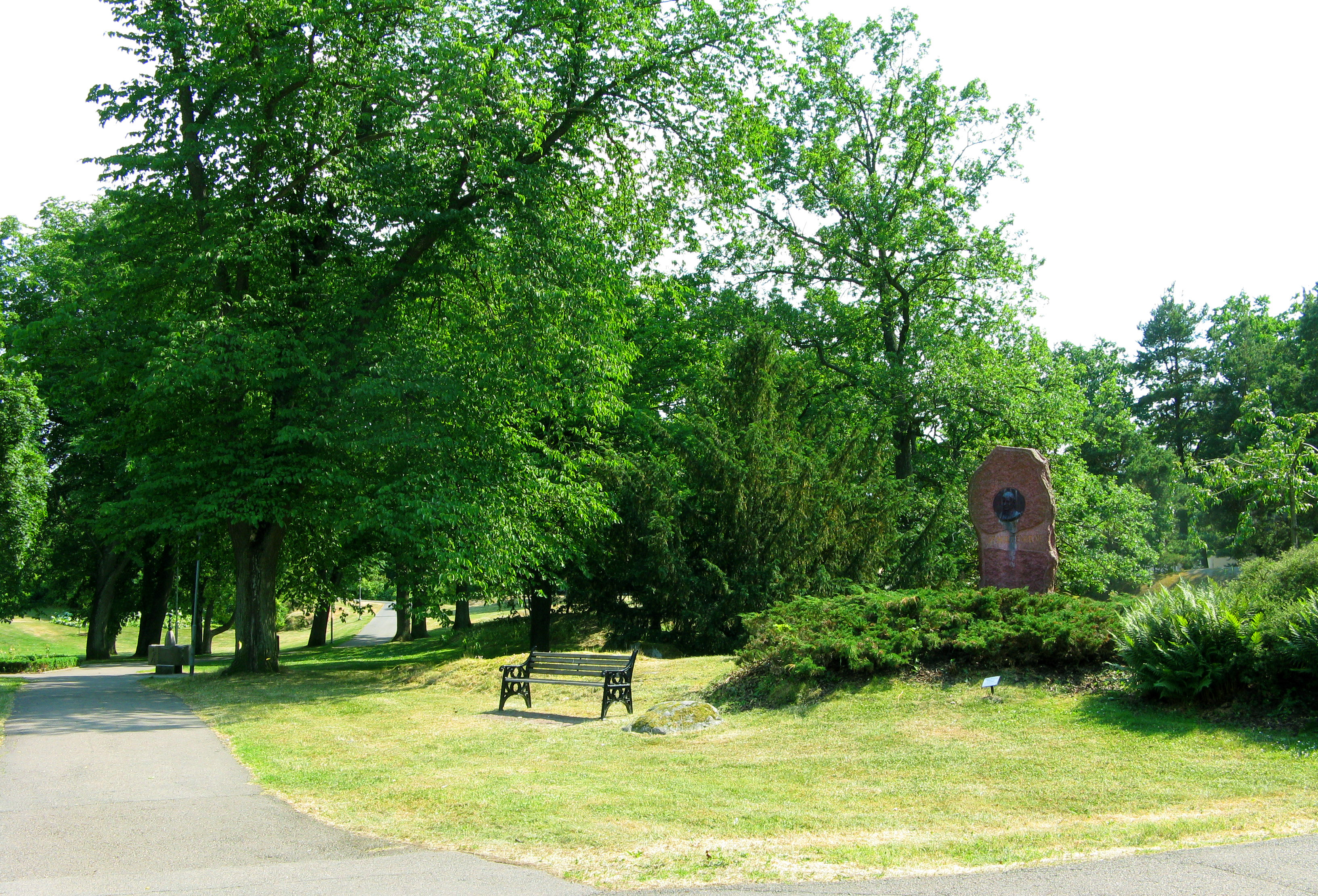
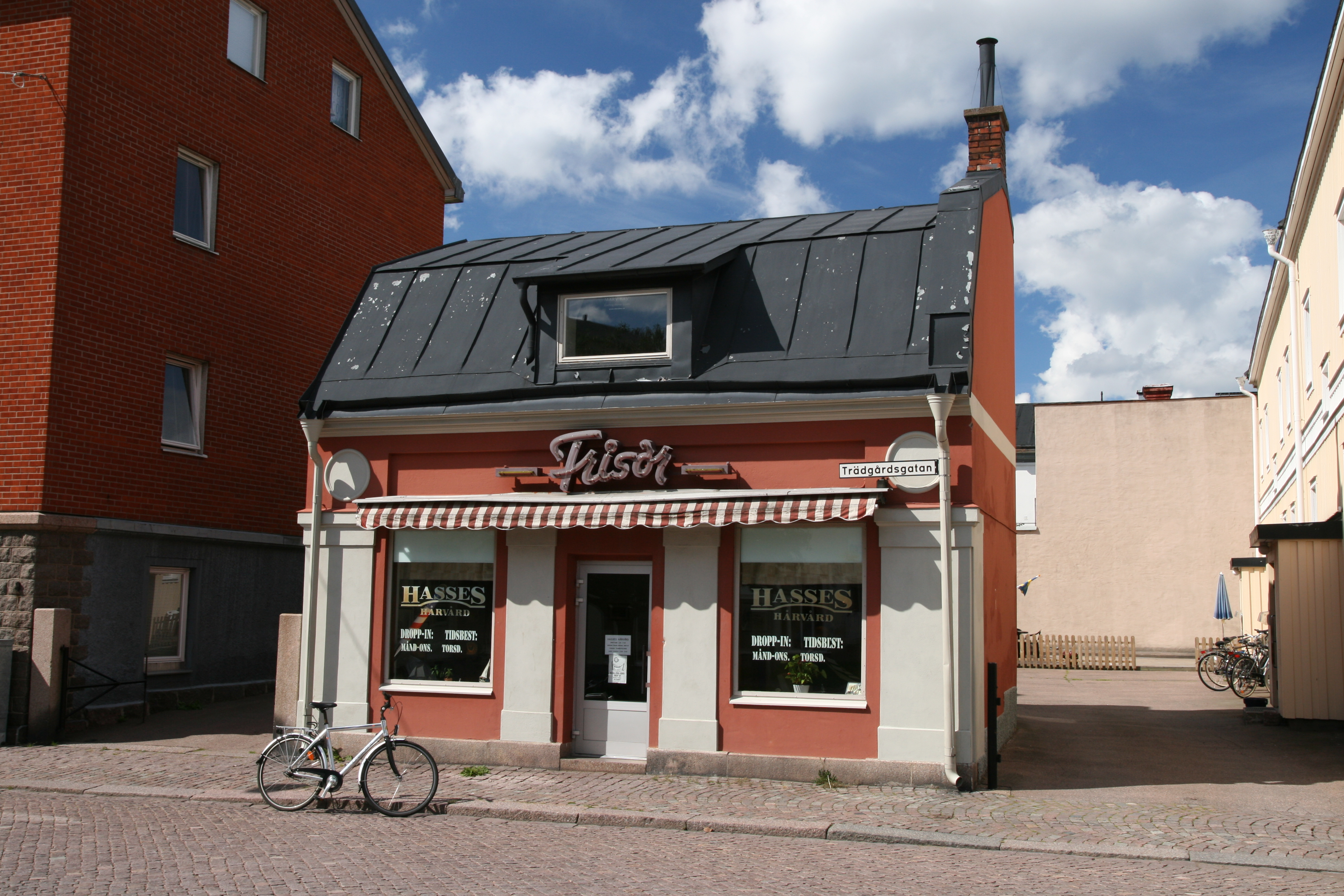
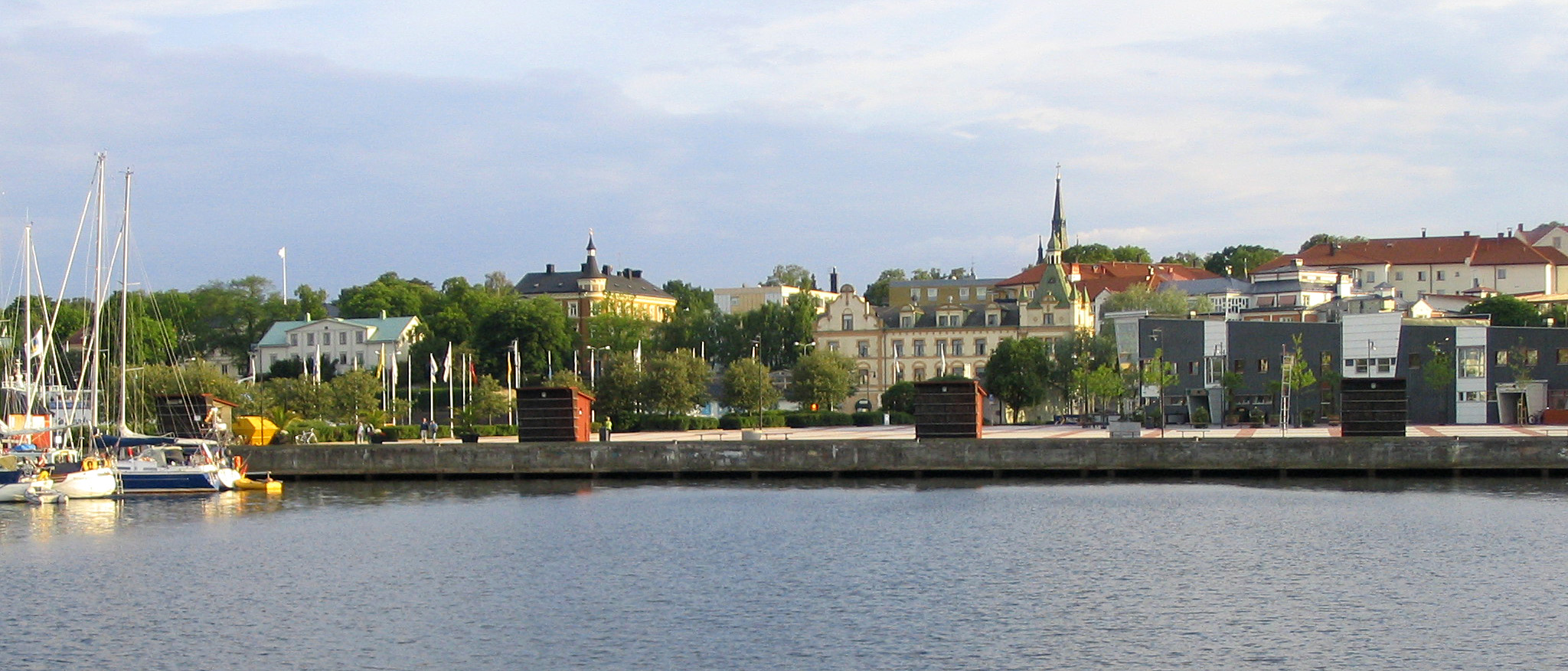